# Diplocampta homolos
Diplocampta homolos är en tvåvingeart som beskrevs av Hall 1976. Diplocampta homolos ingår i släktet Diplocampta och familjen svävflugor. Inga underarter finns listade i Catalogue of Life.